# Gunter Pleuger

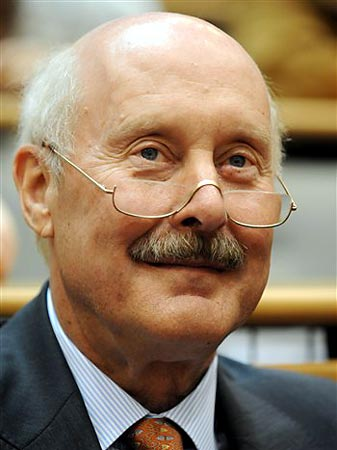
Gunter Pleuger

Gunter Pleuger (* 25. März 1941 in Wismar) ist ein deutscher Diplomat.
Er war von November 2002 bis Juli 2006 der Ständige Vertreter der Bundesrepublik Deutschland bei den Vereinten Nationen in New York und amtierte im Februar 2003, als Deutschland den Vorsitz im Weltsicherheitsrat innehatte. Von 1999 bis 2002 war er Staatssekretär im Auswärtigen Amt, davor Politischer Direktor im Auswärtigen Amt sowie der Stellvertreter des damaligen Bundesministers des Auswärtigen  Joschka Fischer. Von Oktober 2008 bis Oktober 2014 war er Präsident der Europa-Universität Viadrina in Frankfurt (Oder).

## Leben
Gunter Pleuger floh mit seinen Eltern und drei weiteren Geschwistern 1945 aus der mecklenburgischen Hansestadt Wismar vor der Roten Armee in den Westen, verbrachte zehn Jahre seines Lebens in der sauerländischen Stadt Kierspe und besuchte das Zeppelin-Gymnasium der benachbarten Stadt Lüdenscheid.
Gunter Pleuger studierte in Köln und Bonn Rechtswissenschaften und Politikwissenschaften an der ENA in Paris. In Köln wurde er Mitglied des Corps Hansea Köln und 1966 zum Dr. jur. promoviert.
1969 trat er in den Auswärtigen Dienst ein und wurde im darauf folgenden Jahr bei der deutschen UN-Vertretung in New York eingesetzt. Nach verschiedenen Stationen, unter anderem als Leiter der Menschenrechtsabteilung im Auswärtigen Amt und von 1999 bis 2002 als Staatssekretär, übernahm er 2002 die Leitung der deutschen Vertretung bei der UN. Hier vertrat er Deutschland bis 2006 unter anderem im Weltsicherheitsrat, in dem Deutschland für die Zeit von 2003 bis 2004 nicht-ständiges Mitglied war.
Im Herbst 2000 war er der deutsche Verhandlungsführer bei der EU-Konferenz in Nizza. Am 21. April 2005 wurde Pleuger im Untersuchungsausschuss des Deutschen Bundestages zur Visa-Affäre als für die Visa-Vergabe vormals zuständiger Staatssekretär befragt. Die Befragung wurde im deutschen Fernsehen über Stunden live übertragen.
Einer breiteren Öffentlichkeit bekannt wurde Pleuger zu Zeiten der Auseinandersetzung über den Irak-Konflikt, da er die Position Deutschlands, das zu dieser Zeit den Vorsitz des UNO-Sicherheitsrates innehatte, in zahlreichen Stellungnahmen im Sicherheitsrat vertrat. Zuletzt bemühte er sich zusammen mit den anderen G4-Staaten um eine Reform der Vereinten Nationen und im Zuge dessen um einen ständigen Sitz Deutschlands im Weltsicherheitsrat.
Seit 2006 hatte er für zwei Jahre einen Lehrauftrag an der Universität Potsdam für multilaterale Verhandlungstaktik und internationale Politik.
Am 9. Juli 2008 wurde Gunter Pleuger vom Senat der Europa-Universität Viadrina zum Präsidenten der Universität gewählt. Er trat zum 1. Oktober 2008 die Nachfolge von Gesine Schwan an.
Am 20. Januar 2017 wurde er als Schlichter für den seit Jahren schwelenden Konflikt um den Vergütungstarifvertrag der Piloten der Deutschen Lufthansa AG bestellt.
Er ist Mitglied im Präsidium der Deutschen Gesellschaft für die Vereinten Nationen.